# Youngomyia pouteriae
Youngomyia pouteriae är en tvåvingeart som beskrevs av Maia 2001. Youngomyia pouteriae ingår i släktet Youngomyia och familjen gallmyggor. Inga underarter finns listade i Catalogue of Life.